# Couvent d'Altötting

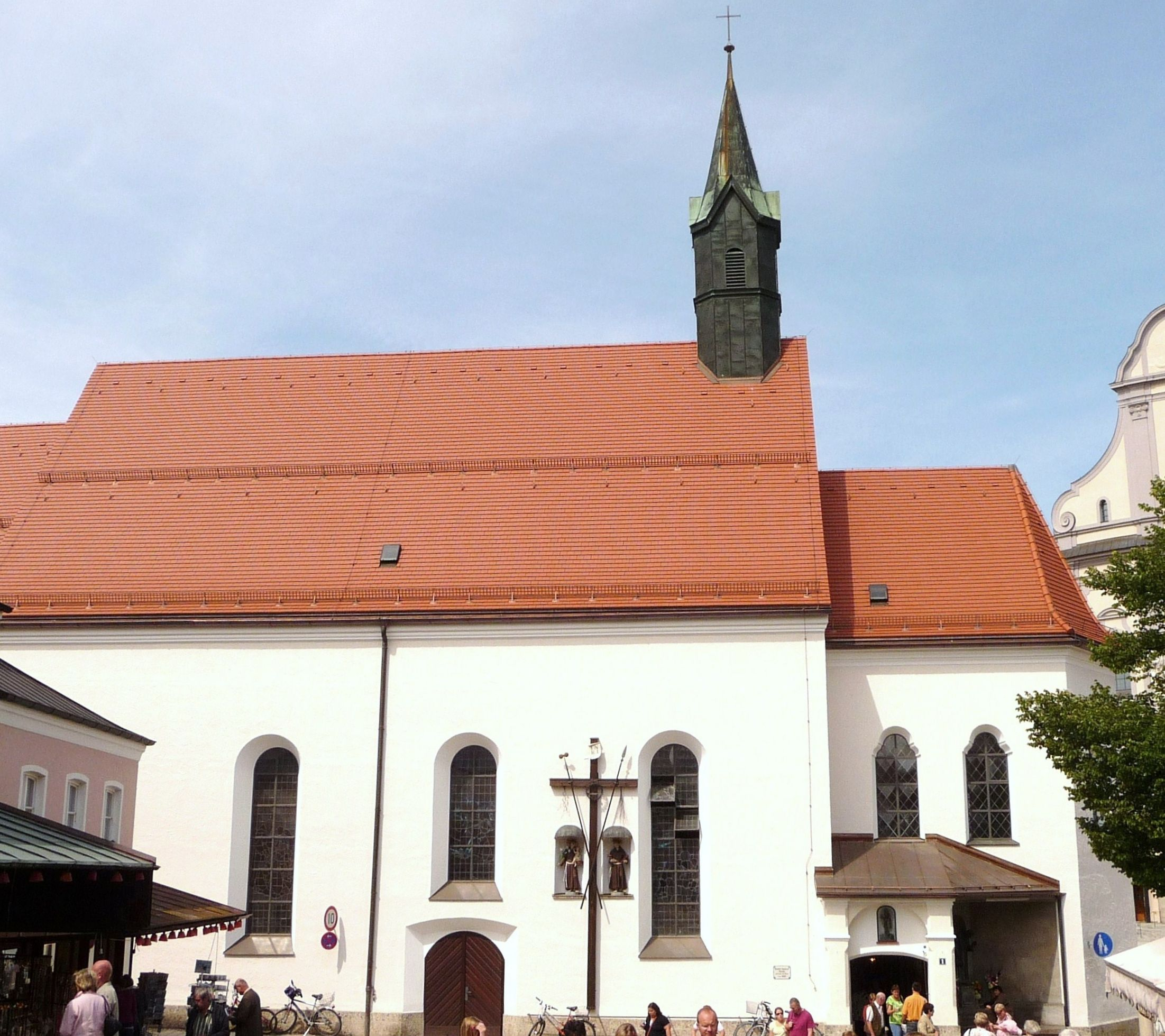
Vue de l'église Saint-Conrad d'Altötting.

Le couvent d'Altötting (Kloster Altötting) est un couvent de frères mineurs capucins situé en Bavière dans la ville de pèlerinage d'Altötting appartenant au diocèse de Passau.

## Historique

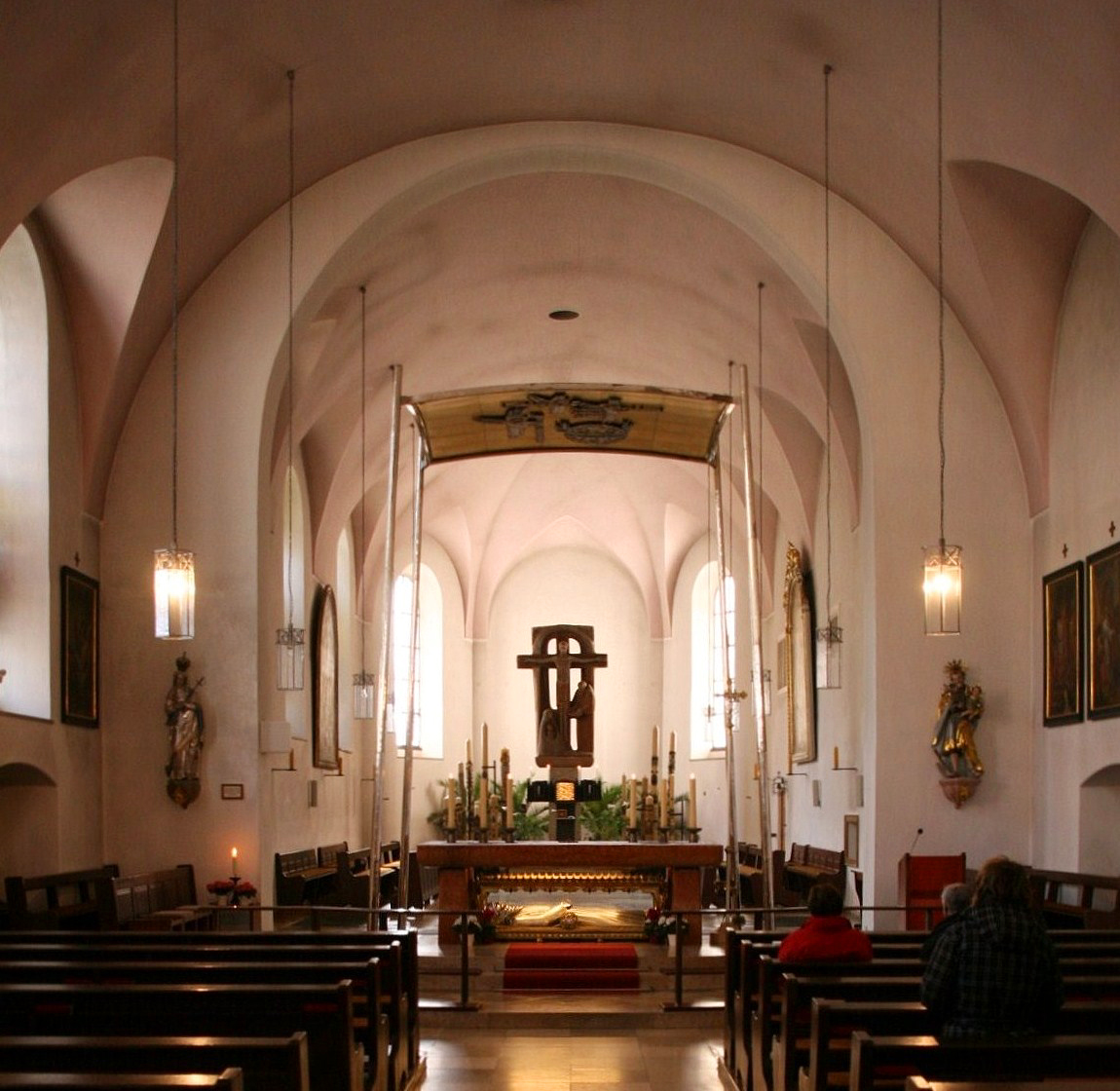
Intérieur de l'église Saint-Conrad.

Le couvent a été fondé sous le patronage de sainte Anne en 1654 par le prince-évêque de Ratisbonne, Franz Wilhelm von Wartenberg, qui était également prévôt de la collégiale d'Altötting. Il y appelle des frères mineurs capucins. Le vocable de sainte Anne lui est donné en l'honneur de la patronne de la princesse de Bavière, Marie-Anne.
La sécularisation de mai 1802 oblige la plupart des capucins à se disperser à Ingolstadt et à Tölz, tandis que leurs biens leur sont confisqués. Les capucins restant au couvent ont interdiction d'accueillir de nouvelles vocations, ce qui fait du couvent un « couvent moribond » (Aussterbekloster). Cependant d'autres capucins provenant de Bavière arrivent après le recès d'Empire de 1803 qui ferme les couvents et abbayes d'Allemagne. Ils sont au nombre de cent cinquante environ. Louis Ier de Bavière finit par lever l'interdiction et les capucins se voient confier la responsabilité de la direction spirituelle et de la gestion du pèlerinage à la Vierge Noire d'Altötting qui se tient à la Sainte-Chapelle ou chapelle de la Grâce.
La Sacrée congrégation des rites permet, le 23 mars 1953, de placer l'église sous le patronage de saint Conrad de Parzham, frère capucin d'Altötting (1818-1894), canonisé en 1934. Le couvent lui-même est rebaptisé couvent Frère-Conrad en 1961. L'église est réaménagée en 1956-1957, le couvent en 1959-1960.

## Intérieur

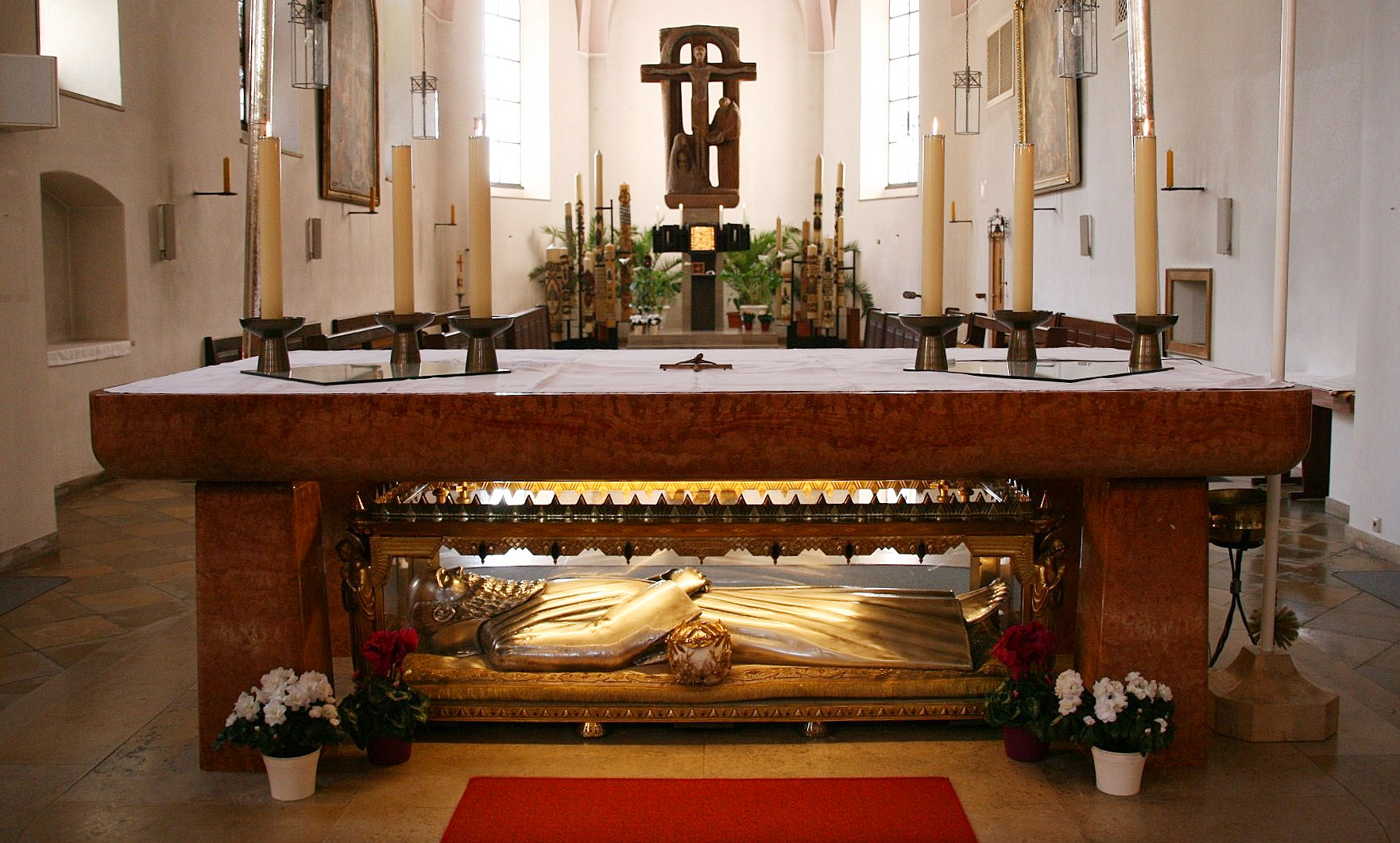
Châsse de saint Conrad sous l'autel.

L'église a été construite en 1654-1657 en style baroque dépouillé selon l'esprit des capucins, avec un chœur polygonal éclairé de larges fenêtres cintrées. Elle est surmontée d'un petit clocheton au lieu d'un clocher.
Les alentours du porche de l'église n'ont pas changé depuis l'époque de Frère Conrad. À gauche de l'entrée, se trouve la porte qui mène à la cellule Saint-Alexis, où aimait prier saint Conrad, car il pouvait apercevoir le maître-autel. On y remarque des ex-votos et des lettres de remerciements à saint Conrad.
Sous le maître-autel à baldaquin de l'église, la châsse de saint Conrad est offerte à la vénération des fidèles. La dépouille du saint est enchâssée dans une figure d'argent. Le sculpteur sud-tyrolien Siegfried Moroder est l'auteur du groupe de la Crucifixion qui se trouve dans l'abside.
En face de l'entrée principale, un petit musée abrite des souvenirs de Frère Conrad. On peut également accéder depuis 1965 à la crypte, où se trouvait autrefois la tombe du saint.

## Source
- (de) Cet article est partiellement ou en totalité issu de l’article de Wikipédia en allemand intitulé « Kapuzinerkloster Altötting » (voir la liste des auteurs).